# Divisiones Regionales de la Región de Murcia 2008-09
Las divisiones regionales de fútbol son las categorías de competición futbolística de más bajo nivel en España, en las que participan deportistas amateur, no profesionales. En la Región de Murcia su administración corre a cargo de las Real Federación de Fútbol de la Región de Murcia. Inmediatamente por encima de estas categorías estaba la Tercera División española.
En la temporada 2008-2009 las divisiones regionales se dividen en Territorial Preferente, Liga Autonómica de Aficionados y Primera Territorial. Los tres primeros clasificados de Territorial Preferente ascendieron directamente al grupo XIII de Tercera División, aunque hubo dos ascensos más por compensación de plazas.

## Territorial Prefente
La temporada 2008/09 de la Territorial Preferente de la Región de Murcia comenzó el sábado 6 de septiembre de 2008 y terminó el domingo 7 de junio de 2009.

### Clasificación
|  |     | Equipos de fútbol       | PJ | Pts | G  | E  | P  | GF | GC  | Dif |
|  | --- | ----------------------- | -- | --- | -- | -- | -- | -- | --- | --- |
|  | 1.  | FC Puente Tocinos       | 38 | 78  | 22 | 12 | 4  | 81 | 32  | +49 |
|  | 2.  | Club Edeco Fortuna      | 38 | 74  | 21 | 11 | 6  | 63 | 37  | +26 |
|  | 3.  | Cartagena FC            | 38 | 73  | 21 | 10 | 7  | 58 | 30  | +28 |
|  | 4.  | 4º Distrito CF          | 38 | 73  | 23 | 4  | 12 | 68 | 45  | +23 |
|  | 5.  | CF Base Abarán          | 38 | 71  | 21 | 8  | 9  | 62 | 39  | +23 |
|  | 6.  | Deportiva Minera        | 38 | 70  | 21 | 7  | 10 | 60 | 43  | +17 |
|  | 7.  | CD Bullense             | 38 | 67  | 21 | 4  | 13 | 73 | 47  | +26 |
|  | 8.  | Ciudad de Cieza CF      | 38 | 66  | 20 | 6  | 12 | 59 | 47  | +12 |
|  | 9.  | AD Ceutí Atlético       | 38 | 58  | 15 | 13 | 10 | 55 | 36  | +19 |
|  | 10. | AD Archena Atlético     | 38 | 51  | 13 | 12 | 13 | 52 | 53  | -1  |
|  | 11. | Olímpico de Totana      | 38 | 50  | 14 | 8  | 16 | 60 | 51  | +9  |
|  | 12. | CD Alberca              | 38 | 49  | 14 | 7  | 17 | 56 | 65  | -9  |
|  | 13. | Mar Menor CF            | 38 | 49  | 13 | 10 | 15 | 50 | 51  | -1  |
|  | 14. | AD Santiago el Mayor    | 38 | 43  | 11 | 10 | 17 | 44 | 62  | -18 |
|  | 15. | La Hoya Deportiva CF    | 38 | 37  | 10 | 7  | 21 | 28 | 56  | -28 |
|  | 16. | CD Molinense            | 38 | 37  | 8  | 13 | 17 | 54 | 66  | -12 |
|  | 17. | CD Alquerías            | 38 | 37  | 9  | 10 | 19 | 45 | 65  | -20 |
|  | 18. | ED Javalí Viejo-La Ñora | 38 | 33  | 8  | 9  | 21 | 43 | 70  | -27 |
|  | 19. | Pinatar CF "B"          | 38 | 24  | 6  | 6  | 25 | 50 | 91  | -41 |
|  | 20. | CF Atlético Ciudad "B"  | 38 | 12  | 3  | 5  | 30 | 33 | 108 | -75 |

Pts = Puntos; PJ = Partidos Jugados; G = Partidos Ganados; E = Partidos Empatados; P = Partidos Perdidos; GF = Goles Anotados; GC = Goles Recibidos; Dif = Diferencia de gol
|  | Asciende a Tercera División |
|  | Desciende a Liga Autonómica |

## Liga Autonómica Aficionados
La temporada 2008/09 de la Liga Autonómica de la Región de Murcia comenzó el domingo 21 de septiembre de 2008 y terminó el sábado 9 de mayo de 2009.

### Clasificación
|  |     | Equipos de fútbol     | PJ | Pts | G  | E | P  | GF | GC | Dif |
|  | --- | --------------------- | -- | --- | -- | - | -- | -- | -- | --- |
|  | 1.  | EF Esperanza          | 26 | 58  | 18 | 4 | 4  | 70 | 27 | +43 |
|  | 2.  | AD Monteagudo         | 26 | 45  | 14 | 3 | 9  | 48 | 31 | +17 |
|  | 3.  | CFS El Progreso       | 26 | 44  | 13 | 5 | 8  | 35 | 37 | -2  |
|  | 4.  | AD Guadalupe          | 26 | 42  | 13 | 3 | 10 | 39 | 33 | +6  |
|  | 5.  | UD El Palmar          | 26 | 42  | 12 | 6 | 8  | 41 | 33 | +8  |
|  | 6.  | Racing Promesas CF    | 26 | 38  | 11 | 5 | 10 | 37 | 35 | +2  |
|  | 7.  | CD Dolores de Pacheco | 26 | 38  | 12 | 2 | 12 | 47 | 47 | 0   |
|  | 8.  | FB Yecla              | 26 | 37  | 11 | 4 | 11 | 44 | 36 | +8  |
|  | 9.  | UD Zarcilla           | 26 | 35  | 10 | 5 | 11 | 41 | 41 | 0   |
|  | 10. | UD Los Garres         | 26 | 34  | 10 | 4 | 12 | 46 | 46 | 0   |
|  | 11. | EMF AD Cotillas       | 26 | 34  | 9  | 7 | 10 | 33 | 31 | +2  |
|  | 12. | CD Paretón            | 26 | 31  | 9  | 4 | 13 | 39 | 51 | -12 |
|  | 13. | Calasparra FC "B"     | 26 | 25  | 7  | 4 | 15 | 30 | 41 | -11 |
|  | 14. | EMF Beniel            | 26 | 13  | 3  | 4 | 19 | 32 | 71 | -39 |

Pts = Puntos; PJ = Partidos Jugados; G = Partidos Ganados; E = Partidos Empatados; P = Partidos Perdidos; GF = Goles Anotados; GC = Goles Recibidos; Dif = Diferencia de gol
|  | Asciende a Territorial Preferente |
|  | Desciende a Primera Territorial   |

## Primera Territorial
La temporada 2008/09 de la Territorial Preferente de la Región de Murcia comenzó el sábado 27 de septiembre de 2008 y terminó el domingo 31 de mayo de 2009.

### Clasificación
|  |     | Equipos de fútbol      | PJ | Pts | G  | E | P  | GF | GC | Dif |
|  | --- | ---------------------- | -- | --- | -- | - | -- | -- | -- | --- |
|  | 1.  | Atlético Pulpileño "B" | 24 | 58  | 19 | 1 | 4  | 62 | 20 | +42 |
|  | 2.  | Balsicas Atlético      | 24 | 49  | 15 | 4 | 5  | 57 | 37 | +20 |
|  | 3.  | AD Fuente Álamo        | 24 | 48  | 14 | 6 | 4  | 64 | 28 | +36 |
|  | 4.  | Moratalla AD           | 24 | 45  | 13 | 6 | 5  | 57 | 34 | +23 |
|  | 5.  | Sporting Aguileño      | 24 | 44  | 13 | 5 | 6  | 55 | 30 | +25 |
|  | 6.  | Huracán CF             | 24 | 35  | 9  | 8 | 7  | 37 | 46 | -9  |
|  | 7.  | Deportivo Muleño CF    | 24 | 29  | 8  | 5 | 11 | 31 | 39 | -8  |
|  | 8.  | La Raya CF             | 24 | 28  | 8  | 4 | 12 | 38 | 54 | -16 |
|  | 9.  | Roldán AD              | 24 | 27  | 7  | 6 | 11 | 31 | 42 | -11 |
|  | 10. | CD Pozo Estrecho "B"   | 24 | 26  | 7  | 5 | 12 | 39 | 47 | -8  |
|  | 11. | Jumilla CF "B"         | 24 | 20  | 5  | 5 | 14 | 31 | 50 | -19 |
|  | 12. | CD Plus Ultra "B"      | 24 | 16  | 4  | 4 | 16 | 33 | 53 | -20 |
|  | 13. | Blanca CF              | 24 | 12  | 3  | 3 | 18 | 32 | 87 | -55 |

Pts = Puntos; PJ = Partidos Jugados; G = Partidos Ganados; E = Partidos Empatados; P = Partidos Perdidos; GF = Goles Anotados; GC = Goles Recibidos; Dif = Diferencia de gol
|  | Asciende a Liga Autonómica |